# Chiesa della Santissima Trinità (Altamura)
La chiesa della Santissima Trinità (detta comunemente chiesa della Trinità Vecchia)  è una chiesa cattolica della città di Altamura. Non è da confondere con la Chiesa della Trasfigurazione.

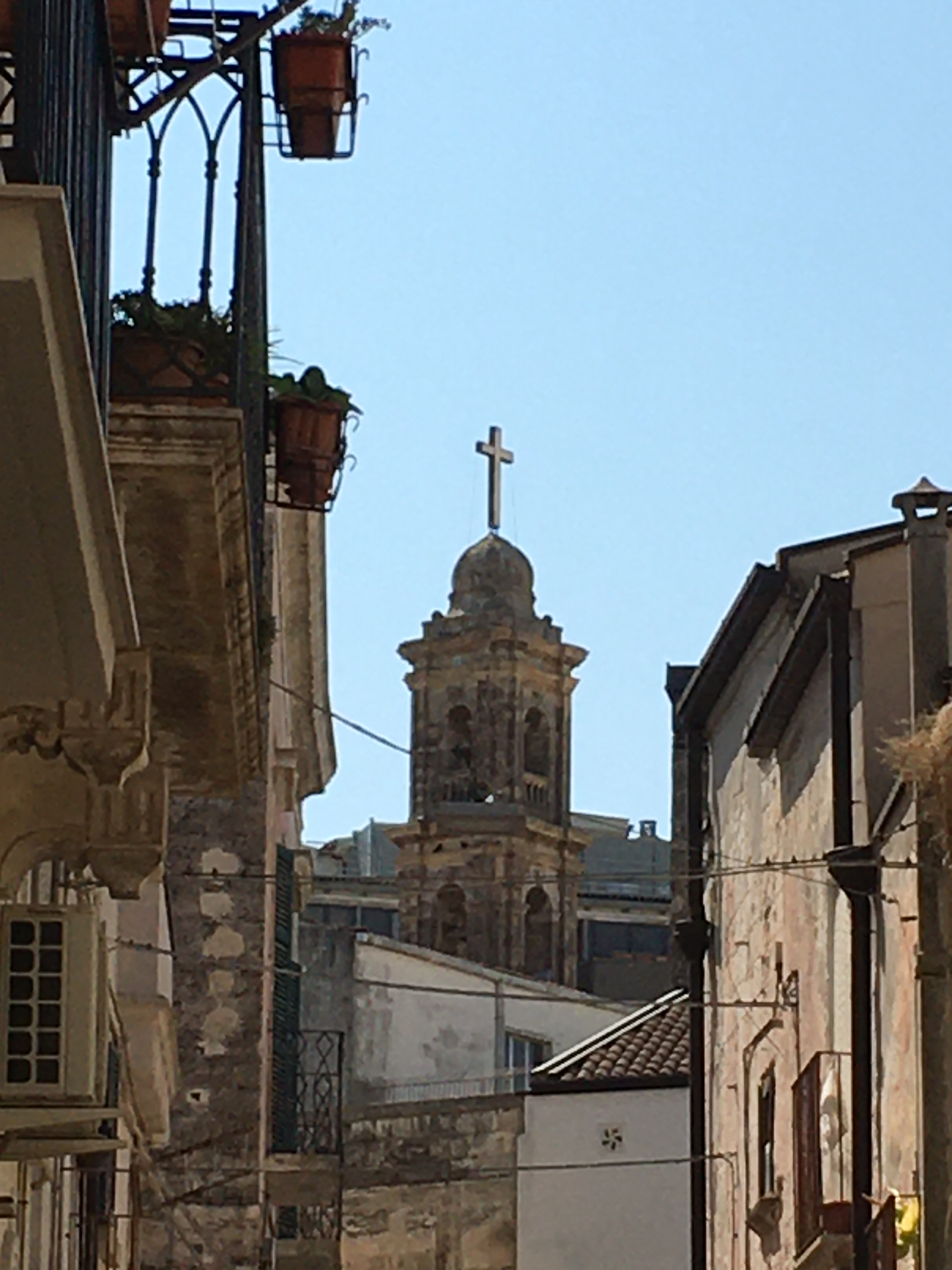
Il campanile della chiesa

## Storia
La chiesa risale probabilmente al XV secolo. La facciata ha subito un rifacimento in epoca recente, mentre l'odierno campanile risale al XVIII secolo. L'interno ha convervato la sua struttura cinquecentesca e conserva al suo interno alcune tele di notevole valore storico. Degna di nota è anche la cosiddetta "croce del pellegrino", una croce che veniva baciata dai pellegrini che si recavano verso l'adiacente ospedale dei pellegrini.